# Richard Pachman
Richard Pachman (* 27. dubna 1966, Olomouc) je český zpěvák, malíř, moderátor a hudební skladatel scénické, filmové, relaxační, duchovní a muzikálové hudby. Rovněž se věnuje psaní knih a olejomalbě.

## Životopis
Narodil se v Olomouci 27. dubna 1966 v rodině Ing. Františka Pachmana (1942 - 2015) a Mgr. Jozefíny Pachmanové (1942 - 2021). Hudbě a malování se začal věnovat v Lidové škole umění. Do 18 let žil v Olomouci, na dva roky odjel studovat do Banské Bystrice, odkud se přestěhoval do Prahy. V letech 1980–84 studoval na Slovanském gymnáziu v Olomouci, následně v letech 1984–88 na Vysoké škole ekonomické v Praze a v letech 1989–94 na Konzervatoři Jaroslava Ježka. Hudební kariéru začal roku 1990, výtvarnou a literární v roce 2001.

## Kariéra
Studoval zpěv a kompozici na Konzervatoři Jaroslava Ježka, soukromě zpěv u prof. Josefa Rybičky. Svoji kariéru začal roku 1990, kdy natočil první studiové nahrávky a spolupracoval se skupinou Oliwer. V roce 1992 byl jeho spolupracovníkem Miroslav Moravec. Roku 1993 pracoval na prvním albu a videofilmu Dreams. V následujícím roce spolupracoval s americkým sborem MCC na přípravě alba Sun a uspořádal koncerty v Zrcadlovém sále v Klementinu. V roce 1995 byl jeho spolupracovníkem jeho bývalý profesor kompozice Stanislav Jelínek. Pracovali na třech albech projektu Relax with Classics, natočil hudbu k audiolekcím anglického a německého jazyka. Interpretkou několika jeho písní v roce 1994 až 1996 se stala Eva Pilarová. Richard Pachman v tomto roce uskutečnil sérii multimediálních koncertů u Křižíkovy fontány a v Planetáriu. Uspořádal vánoční turné a napsal scénickou hudbu pro karlovarské divadlo.

### Roky 1996 až 1999
V roce 1996 vydal CD Scarabeus, které bylo předáváno na OH v Atlantě jako oficiální dar Českého olympijského výboru, videokazetu Dreams of Scarabeus a napsal scénickou hudbu pro pardubické divadlo. V roce 1997 natočil album Universe a Stará vánoční hudba. Kromě jiných koncertů, uspořádal i vánoční koncert pro televizní stanici Kabel Plus. V roce 1999 se věnoval natáčení CD k muzikálu Babička na motivy knihy, kterou napsala Božena Němcová.

### Roky 2000 až 2005
V roce 2000 pracoval na hudbě k filmu Začátek světa a CD Centurium. Premiéra muzikálu Babička se uskutečnila 10. října 2000 v Divadle Jiřího Grossmanna v Praze. Na podzim 2001 koncertoval ve Vídni. Roku 2002 pracoval na muzikálu Baron Prášil v Městském divadle Zlín. V roce 2003 uspořádal turné s koncertním pořadem Šansongs ve kterém kromě něj účinkovali zpěváci Jana Chládková a Filip Sychra a houslista Michael Hejč. Uspořádal výstavy olejomaleb v Hradci Králové, Praze, Slaném, velikonoční turné s pořadem Velikonoční příběh s Jaroslavem Svěceným, Jiřím Bártou a symfonickým orchestrem. V roce 2005 připravil a realizoval benefiční koncert pro jihovýchodní Asii a premiérově bylo prezentováno scénické oratorium Mistr Jan Hus v režii Ireny Žantovské (v hlavních rolích: Marian Vojtko, Ilona Csáková, Dita Hořínková, Tomáš Petřík, Zdeněk Plech a další).

### Roky 2006 až 2009
V roce 2006 pracoval na CD Dove Sono se sopranistkou Ditou Hořínkovou a na CD Wanted skupiny PRoject spolu s hudebníkem Patrikem Vojuchem. Jaroslav Svěcený se stal jeho hudebním partnerem na jejich společném albu Colours. Od dubna 2006 se stal čestným členem řádu Blanických rytířů. V květnu 2006 převzali Richard Pachman a režisérka Irena Žantovská z rukou Dagmar a Václava Havlových cenu za oratorium Mistr Jan Hus. V roce 2007 uspořádal výstavu olejomaleb v Parlamentu České republiky. V roce 2008 vystupoval na koncertech v Belgii, společně s Françoisem Glorieuxem a v Rusku. Od září 2008 se stal moderátorem odpoledních bloků na rádiu ETHNO (do roku 2010).

### Rok 2010 až 2019
V roce 2010 pracoval na albu Egypt a představení multimediálního pořadu Egypt – princ Amun, jeho CD MISSA bylo oceněno Cenou Olomouckého kraje, jako nejvýznačnější počin roku 2009 na poli soudobé hudby. V říjnu 2010 měl vystoupení v Moskvě.
Roku 2011 odehrál celkem 66 koncertů v šesti zemích. Česká televize natočila pořad 13. komnata Richarda Pachmana o jeho úrazu v roce 2000. Vyšel historický román Útes, spolu s ním CD na motivy románu Útes. Turné s multimediálním představením Útes. 
Rok 2012 - historický román Notre Dame, CD Notre Dame, prezentační koncerty ke knize v Praze a Olomouci, adventní turné v ČR, hostem některých koncertů byla Kamila Moučková. 
V roce 2013 vyšel jeho román Kdokoliv a uspořádal výstavy olejomaleb v Praze, Olomouci, Litovli, Mladé Boleslavi a na hradě Ledeč nad Sázavou. Live album Čas vánoční, box Čas vánoční (8 x R. Pachman), dvojalbum Samota není osamění - Kamila Moučková, adventní turné v ČR.
V letech 2014 až 2016 moderátor Českého rozhlasu Dvojka, v letech 2017 až 2019 moderátor Českého rozhlasu Olomouc. Rok 2014: kniha Tyda, autoři Richard a František Pachmanovi. Turné v ČR s autorským čtením z knihy Tylda obou autorů, adventní turné v ČR.
Rok 2015 - 15 představení oratoria Mistr Jan Hus, velké nastudování v Praze a Olomouci (Richard Pachman, Dita Hořínková, Ilona Csáková, Tomáš Petřík, Andrej Beneš). Adventní turné v ČR. 
Roku 2016 byly premiérově předvedeny Pachmanovy Pašije – Velikonoční příběh, vyšlo v tomtéž roce na 2CD.
Rok 2017: vydána kniha a audiokniha Jak chutná Mozart, prezentovaná na autorských čteních a adventních koncertech v ČR. 
Rok 2018: Vánoční album (Richard Pachman a Dita Hořínková), prezentované na Vánočním turné (listopad – prosinec 2018). 
Rok 2019 - v listopadu vyšlo DVD – scénické oratorium Mistr Jan Hus (záznam představení na Staroměstském náměstí v Praze), Richard Pachman, Ilona Csáková, Dita Hořínková, Tomáš Petřík, Andrej Beneš, Komorní sbor Mistra Jakoubka ze Stříbra, sbor Resonance.

### Rok 2020 až současnost
Rok 2020: stal se jedním z moderátorů a tvůrců '''www.Radioregenerace.cz''' a v listopadu vydal román Ztracen v Egyptě, spolu s tematickým DLC albem Světlo naděje.
K pátému výročí od premiéry a k Velikonocům 2021 vyšla na Supraphonline remasterovaná live nahrávka Pašije / The Passion (účinkují: Dita Hořínková, Martina Kociánová, Richard Pachman, Andrej Beneš, Libuše Švormová, Moravská filharmonie Olomouc, Akademický sbor Žerotín) podpořená on-line Pašijovým koncertem (společně s Ditou Hořínkovou) z Muzea kočárů v Čechách pod Kosířem. V roce 2021 obnovuje spolupráci s Jaroslavem Svěceným na koncertu Sváteční Sunset v Klášterci nad Ohří, vrací na scénu oratorium Mistr Jan Hus společně s Ditou Hořínkovou a vydává remasterovanou verzi alba Scarabeus k 25. výročí jeho vydání s bonusovou písní Huascarán 2020 a novým obalem od fotografa Jiřího Hladíka. V prosinci 2021 absolvoval adventní turné společně s kolegy: Dita Hořínková, Filip Antonio, Viktor Antonio, Kateřina Jechová.
Rok 2022: remasterovaná DLC verze alba Universe 25. výročí vydání, DLC alba Kouzlo - remaster, DLC alba Notre Dame k 10. výročí vydání. Velikonoční turné - Pašijové koncerty s Ditou Hořínkovou. Oratorium Mistr Jan Hus k 607. výročí Husovy smrti (Klášterec nad Ohří, Praha). Adventní koncerty a Ditou Hořínkovou (2 s Kateřinou Jechovou) - Zruč nad Sázavou, Uhříněves, Louny, Mukařov, Kosmonosy, Říčany, Žilina, Ledeč nad Sázavou, Slaný, Praha, Olomouc, Prostějov, Beroun. Kniha TYLDA vydhází v překladu Ingeborg Kriegsman v Holandsku. TYLDA - audiokniha podle stejnojmenného románu, čtou Libuše Švormová, Dušan Sitek, Dita Hořínková a Richard Pachman, režie Jindřiška Nováková. Dne 18. 12. 2022 ho pozvala Marika Gombitová, aby byl jedním z hostů jejího vánočního koncertu Vyznanie v bratislavské NTC areně.
Rok 2023: Vychází remasterovaná DLC verze prvního alba Dreams z roku 1993 k 30. výročí vydání. 2. a 3. dubna se uskutečnily dva koncerty Pašije - Velikonoční příběh v Praze v kostele sv. Šimona a Judy (Liberecký symfonický orchestr, dirigentka Anna Novotná Pešková, sbor Resonance pod vedením Miloslavy Pospíšilové, Libuše Švormová, Dita Hořínková, Martina Kociánová, Andrej Beneš, Richard Pachman). Adventní koncerty ve 13 městech ČR ('''Dita Hořínková''', '''Kateřina Jechová''', '''Filip Antonio''', '''Viktor Antonio'''). Vychází kniha ABBA za železnou oponou (spoluautor: Miroslav Graclík), CD Richard Pachman a přátelé,  CD - Mp3 audiokniha ABBA za železnou oponou a  10. Pachmanova kniha Ztracen ve Ztracené.
Rok 2024: Leden - hostem 2 koncertů Mariky Gombitové v pražské O2 Aréně. Únor - premiéra pořadu Ztracen v Paříži-'''Alexandre Valette''' a Richard Pachman. Únor a březen: premiéry hudebně divadelního představení Komenský - Labyrint' podle díla '''Labyrint světa a ráj srdce''', účinkují '''Dita Hořínková''', '''Jan Přeučil''', '''Richard Pachman''', '''Filip Antonio''', '''Viktor Antonio''', '''Kateřina Jechová''', '''Petr Maceček'''. DLC verze alba Sun k 30. výročí vydání. Adventní koncerty. 

## Výstavy olejomaleb
Od roku 2001 do roku 2024 prezentoval své olejomalby na 115 výstavách v České republice, Belgii, Holandsku a na Slovensku.

## Publikace (CD, DVD, LP, knihy)
- 1992 MC – meditativní kazety Sebevědomí a Koncentrace (spolu s Miroslavem Moravcem)
- 1993 CD + MC Dreams
- 1994 CD + MC Sun
- 1995 3× CD + MC Relax with Classics, Relax with Mozart, Relax with Vivaldi
- 1996 CD + MC Scarabeus, videokazeta Dreams of Scarabeus
- 1997 CD + MC Universe, CD + MC Stará vánoční hudba
- 2000 CD muzikál Babička
- 2001 CD Centurium
- 2003 CD RP 1993–2003 (the Best of), CD GLORIA, DVD+VHS GLORIA,
- 2004 autobiografická kniha Jak chutná bolest, CD Pianoviolin (Richard Pachman, Jaroslav Svěcený, Jiří Bárta),
- 2005 CD Oratorium Mistr Jan Hus (Marian Vojtko, Ilona Csáková, Dita Hořínková, Zdeněk Plech, Richard Pachman)
- 2006 CD Dove Sono (Richard Pachman a Dita Hořínková), CD PRoject – Wanted (Richard Pachman + Patrik Vojuch), CD Colours (Richard Pachman a houslový virtuos Jaroslav Svěcený)
- 2007 CD PianoRelax, CD Romance (Richard Pachman a Francois Glorieux – Belgie)
- 2008 CD Kouzlo (Richard Pachman, Martina Kociánová, Dita Hořínková)
- 2009 CD Tetín (Richard Pachman a historička PhDr. Jana Brajerová), CD Missa (hosté: Jaroslav Svěcený, Martina Kociánová, Dita Hořínková, sbor Ateneo), CD Relax! (výběr z relaxační hudby), kniha Jak chutná život
- 2010 CD Egypt, DVD/CD Mistr Jan Hus (Richard Pachman, Marian Vojtko, Ilona Csáková, Dita Hořínková, Tomáš Petřík, Zdeněk Plech a další), DVD Egypt – princ Amun, DVD/CD PACHMAN.CZ (THE BEST OF 1990–2010)
- 2011 historický román Útes, CD Útes
- 2012 historický román Notre Dame (volné pokračování románu Útes), CD Notre Dame
- 2013 román ze současnosti Kdokoliv, dvojalbum Samota není osamění – Kamila Moučková a Richard Pachman, live album Čas vánoční – Richard Pachman a Dita Hořínková
- 2014 Tylda – román na motivy skutečného příběhu z období holocaustu – Richard Pachman a František Pachman
- 2015 CD a LP – Mistr Jan Hus 2015 výběr skladeb z oratoria k 600. výročí upálení M. J. Husa (Richard Pachman, Ilona Csáková, Dita Hořínková, Tomáš Petřík, Andrej Beneš, Komorní sbor Mistra Jakoubka ze Stříbra a další)
- 2016 dvojalbum Pašije / The Passion – Moravská filharmonie Olomouc pod vedením dir. Petra Šumníka, Akademický sbor Žerotín pod vedením Pavla Koňárka, Libuše Švormová (četba z Bible), Dita Hořínková (soprán), Martina Kociánová (mezzosoprán), Richard Pachman (baryton), Andrej Beneš (bas-baryton)
- 2017 kniha a audiokniha Jak chutná Mozart
- 2018 Vánoční album – Richard Pachman a Dita Hořínková
- 2019 DVD – scénické oratorium Mistr Jan Hus (na Staroměstském náměstí), Richard Pachman, Ilona Csáková, Dita Hořínková, Tomáš Petřík, Andrej Beneš, Komorní sbor Mistra Jakoubka ze Stříbra, sbor Resonance
- 2020 román Ztracen v Egyptě, souběžně a ním vyšlo DLC album Světlo naděje (ve spolupráci s Ditou Hořínkovou), limitovaná edice 100 kusů s orig. obrazy R. Pachmana jako obaly alba
- 2021 DLC Pašije / The Passion - Live - Remastered 2021 (účinkují: Dita Hořínková, Martina Kociánová, Richard Pachman, Andrej Beneš, Libuše Švormová, Moravská filharmonie Olomouc, Akademický sbor Žerotín)
- 2021 CD Scarabeus - remasterované verze k 25. výročí vydání alba s bonusem Huascarán 2020 a novým obalem od fotografa Jiřího Hladíka
- 2022 DLC Universe k 25. výročí vydání
- 2022 Tylda - překlad knihy od Ingeborg Kriegsman vydaný v Holandsku v říjnu 2022
- 2022 Tylda - audiokniha podle stejnojmenného románu, čtou Libuše Švormová, Dušan Sitek, Dita Hořínková a Richard Pachman, režie Jindřiška Nováková
- 2022 DLC Kouzlo - remaster alba z roku 2008
- 2022 DLC Notre Dame - remaster k 10. výročí vydání alba
- 2023 DLC Dreams - remaster k 30. výročí vydání alba
- 2023 kniha ABBA za železnou oponou (spoluautor: Miroslav Graclík)
- 2023 CD Richard Pachman a přátelé (Eva Pilarová, Dita Hořínková, Ilona Csáková, Jaroslav Svěcený, Martina Kociánová, Kamila Moučková, François Glorieux,  Jiří Bárta, Filip Antonio, Kateřina Jechová, Viktor Antonio, Yvetta Simonová, Heidi Janků, Honza Musil, Petr Haničinec, Hana Talpová, Petr R. Bílek, Moravská filharmonie Olomouc, Akademický sbor Žerotín, sbor Ateneo)
- 2023 CD - Mp3 audiokniha ABBA za železnou oponou
- 2023 kniha Ztracen ve Ztracené
- 2024 DLC Sun -  k 30. výročí vydání alba

## Ocenění
- Cena Dagmar a Václava Havlových na Mezinárodním festivalu Zlatá Praha 2006 za záznam scénického oratoria Mistr Jan Hus – společně s režisérkou Irenou Žantovskou v roce 2006.
- Cena Olomouckého kraje za výjimečný počin v oblasti soudobé hudby v roce 2010 (album Missa).
- Cena města Olomouce za rok 2014 za přínos v oblasti kultury.[2]